# Василькова, Эльвира Адольфовна
Эльви́ра Адо́льфовна Василько́ва (в замужестве — Бученкова; род. 15 мая 1962, Свердловск-44 (ныне — Новоуральск), Свердловская область) — советская спортсменка (плавание брассом), призёр Олимпийских игр, также тренер.

## Спортивная карьера
Звание «Мастер спорта СССР» присвоено в 1976 году. Звание «Мастер спорта СССР международного класса» присвоено в 1979 году. Серебряный призёр Олимпийских игр 1980 года в Москве СССР на дистанции 100 м брассом, бронзовый призёр в комбинированной эстафете 4×100 м. Бронзовый призёр Спартакиады народов СССР. Чемпионка СССР (1981).
Наивысшего достижения Эльвира Василькова добилась на Олимпийских играх в Москве в 1980 году, став серебряным призёром в плавании на дистанции 100 м брассом и бронзовым в комбинированной эстафете 4×100 м.
Тренеры: Евгений Иванченко, ранее — Марина Амирова.
Муж: Александр Бученков (тоже пловец).
Племянник: Изотов, Данила Сергеевич
После завершения спортивной карьеры окончила БГИФК (1985), живёт и работает в Минске (Республика Беларусь) в школе плавания MySwimming. C 2013 года по 2016 год была тренером своего старшего внука Бученкова Даниила 2007 года рождения.